# Hugo de Vries-laboratorium
Het Hugo de Vries-laboratorium is een in 1910-1912 door de architect J.M. van der Mey ontworpen gebouw te Amsterdam-Centrum in de Plantagebuurt. Het werd gebouwd in opdracht van de Universiteit van Amsterdam voor plantkunde en het werd in 1948 vernoemd naar Hugo de Vries.

## Recente ontwikkelingen
Het gebouw kreeg in 1948 de naam Hugo de Vries Botanisch Laboratorium, ter gelegenheid van de honderdste geboortedag van De Vries. Na renovatie in 1990 werd de naam bij de heropening in 1991 gewijzigd in Hugo de Vries-centrum. Sinds 2014 wordt het gebouw De Groene Plantage genoemd en huisvest het onder die naam een centrum voor natuur- en milieueducatie voor vergaderingen en ontmoetingen.

## Beschrijving in het Rijksmonumentregister
Het gebouw was een laboratorium voor bijzondere plantkunde en vormt het eerste door Van der Mey gerealiseerde ontwerp in Amsterdamse School-stijl. Het rijksmonument vormt een onderdeel van het complex Hortus Botanicus in Amsterdam en werd op aanwijzing van Hugo de Vries en diens assistent Theo Stomps ontworpen. Aan de voorzijde is onder meer een siersmeedijzeren hekwerk te zien met de tekst "D'ARTZENIJHOFF" en het wapen van Amsterdam. Binnen in de hal bevindt zich een marmeren plaquette met de tekst: 
Dit laboratorium werd door de gemeente Amsterdam gesticht. Als blijk van erkenning van de grote verdienste van Hugo de Vries. Ter blijvende herinnering aan deze gebeurtenissen deden zijn oud-leerlingen en leerlingen deze plaat aanbrengen op den dag der opening 13 januari 1915.
Het Hugo de Vries-laboratorium is van belang, niet alleen vanwege de architectuurhistorische waarden en vanwege zijn plaats in het oeuvre van Van der Mey, maar ook vanwege de wetenschapshistorische waarde.